# ディオニュシオス・トラクス
ディオニュシオス・トラクス (Διονύσιος ὁ Θρᾷξ、Dionysius Thrax、紀元前170年頃 - 紀元前90年頃) は、古代ギリシアの文法学者である。はじめアレクサンドリア、のちにロドス島で活躍した。
現存する最古のギリシアの文法書『文法の技法』 (Τέχνη γραμματική テクネ－・グランマティケ－) はトラクスが単独で著したものと考えられていたが、今日では多くの研究者が複数の人間によって書かれたものではないかと考えている。紀元後アルメニア語、シリア語に翻訳された。その主要な部分はギリシア語の形態論（どう単語が変化するかなどを調べる）についてであり統語論（言語の静的な構造を研究する）的な側面の記述はない。
トラクスはその著書の冒頭で文法を「詩人や散文家の実用的知識、一般的な使い方」と定義している。また彼の著作は当時の「現代語」であるコイネーしか知らなかった人々がホメーロスなどの古典文学を理解する際の手助けとなったと考えられている。
また古代インドのニルクタを除けば、トラクスは品詞という概念を体系的に考えた最初の人であり、彼は「文法の技法」で語を名詞、動詞、分詞、冠詞、代名詞、前置詞、副詞、接続詞の８つに区別した。これはいわゆる学校文法で教えられる品詞の分類の起源である。